# 江仁徵
江仁徵（1852年—1909年），字定甫，一字亭芙，号惩葊，浙江省寧波府鄞縣人，清朝政治人物、進士出身。

## 生平
光緒十六年（1890年），参加光緒庚寅科殿試，登進士二甲12名。同年五月，著主事，分刑部学习。光绪三十二年（1906）铨选为江西永新县知县。后任上海总商会理事等。著有《昧吾庐诗文存》。